# Peperomia barbulata
Peperomia barbulata là một loài thực vật có hoa trong họ Hồ tiêu. Loài này được (C. DC.) Callejas miêu tả khoa học đầu tiên.